# Stephen Bogardus
Stephen Bogardus, né le 11 mars 1954 à Norfolk (Virginie), est un acteur américain. Il tient le rôle de Mouth Piece dans la reprise de la comédie musicale West Side Story en 1980 à Broadway.

## Filmographie

### Télévision
- 1999 : New York, police judiciaire (saison 9, épisode 16) : Dr. Peter Michaels
- 1999 : New York, unité spéciale (saison 1, épisode 7) : Bill Turbit
- 2002 : New York, police judiciaire (saison 12, épisode 19) : Jim Dittmar
- 2004 : New York, section criminelle (saison 3, épisode 14) : Dr. Steve Johanssen
- 2005 : New York, unité spéciale (saison 7, épisode 11) : avocat de la défense James Decker
- 2009 : New York, police judiciaire (saison 20, épisode 8) : Austin Woodmoor